# Лейтенант-губернатор Саскачевана
Лейтенант-губернатор Саскачевана — королевский представитель в интересах провинциального правительства в канадской провинции Саскачеван. Лейтенант-губернатор «является в такой же степени представителем Её Величества в интересах провинциального правительства, в какой генерал-губернатор — в интересах правительства Доминиона». С 1 августа 2006 года лейтенант-губернатором Саскачевана, 20-м по счёту, является Гордон Барнхарт.

## Роль лейтенант-губернатора
Лейтенант-губернатор Саскачевана является представителем монархии в Саскачеване в интересах провинциального правительства и в то же время выполняет определённые функции от лица федерального правительства. Лейтенант-губернатор зачитывает тронную речь, открывает законодательное собрание, формально назначает премьер-министра и совет министров. Лейтенант-губернатор даёт королевскую резолюцию всем законопроектам перед вступлением в силу, а также подписывает все официальные документы'.
Кроме конституционных у лейтенант-губернатора есть и церемониальные обязанности. Начиная с 1884 года лейтенант-губернатор провинции устраивает традиционный ежегодный новогодний приём. Каждый год в апреле в городе Реджайна проходит "завтрак-прошение в Саскачеване", где приглашённые гости озвучивают свои просьбы. Завтрак организаван комитетом, сопредседателем которого является лейтенант-губернатор провинции.

## История
Институт лейтенант-губернаторства в Саскачеване берёт своё начало с 1905 года, когда провинция Саскачеван отделилась от Северо-Западных территорий и вступила в состав канадской конфедерации. 
Первым лейтенант-губернатором Саскачевана стал Амеди Эммануэль Фогет. Первым лейтенант-губернатором, рожденным в Саскачеване стал в 1951 году Уильям Джон Паттерсон, а первой женщиной на посту стала в 1988 году канадка украинского происхождения Сильвия Ольга Федорук.